# Vaitupu

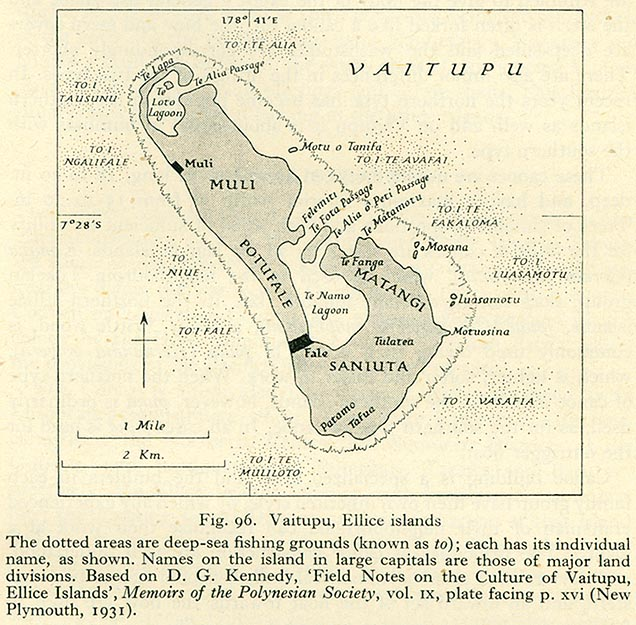
Kaart van Vaitupu. De grijs gestippelde gebieden geven visgronden aan, die elk hun eigen naam hebben.

Vaitupu is een atol en "district" in het eilandenstaatje Tuvalu. Het gelijknamige hoofdeiland is het grootste eiland van Tuvalu. De hoofdstad van Vaitupu is Asau, een dorpskern waar bijna alle van de 1591 inwoners wonen.

## Geschiedenis
De exacte datum van de aankomst van Vaitupu's eerste bewoners is onbekend. Volgens mondelinge overleveringen zou de stichter van de Vaitupuaanse gemeente een Samoaan zijn, genaamd Telematua, welke op het atol aankwam in de 16e of de 17e eeuw. Toch is het mogelijk dat de Tonganen al eerder het atol bereikten, in de 13e eeuw. Ook inwoners van Kiribati zouden voet aan wal gezet hebben op het atol.
Samoaanse priesters van de London Missionary Society introduceerden succesvol het christendom in de jaren 60 van de 19e eeuw op Vaitupu. Ze introduceerden ook de Samoaanse taal, omdat hun bijbels geschreven waren in het Samoaans.
Vaitupu kwam in het jaar 2000 wereldwijd in het nieuws, toen een brand in de middelbare school het leven kostte aan 19 mensen. Later werd ontdekt dat het vuur was ontstaan toen een meisje een boek wilde lezen en daarom om zichzelf bij te lichten een kaars aanstak.

## Geografie
Het atol beslaat ongeveer 5,6 vierkante kilometer en bestaat uit moerassen, mangroves, een koraalrif en een grote lagune.
Het Atol Vaitupu bestaat uit de volgende eilanden:
- Luasamotu
- Mosana eilanden (groep bestaande uit 2 eilanden)
- Motutanifa
- Temotu
- Te Motu Olepa
- Tofia
- Het eiland Vaitupu zelf

Het grootste eiland is Vaitupu, gevolgd door Tofia.

## Bevolking
Er wonen 1591 (census van 2002) mensen op Vaitupu, waarmee het de een na grootste populatie van geheel Tuvalu heeft. Het enige dorpje op Vaitupu bestaat uit de buurten Tumaseu en Asau. Er is een kerk, een basisschool, een hotelletje en een postkantoor. De middelbare school (de enige van Tuvalu) ligt op ongeveer 2 kilometer afstand van de dorpskern en het ziekenhuis op 1 kilometer afstand.
Behalve op Vaitupu wonen er ook op het eiland Temotu een aantal mensen.

## Transport
Vandaag de dag kan Vaitupu bereikt worden met particuliere boten die diensten varen tussen Funafuti en Vaitupu of met de overheidsboot MV Nivaga II die eveneens vanaf Funafuti vertrekt.

## Sport
Vaitupu heeft één voetbalteam, FC Tofaga. Ook het rugbyteam Tofaga Blues is op Vaitupu gevestigd. Alle toernooien worden op Funafuti gehouden.

## Geboren
- Taukelina Finikaso, minister van Communicatie (sinds 2006)
- Apisai Ielemia, president van Tuvalu (2006-2010)

Eilanden:
Nanumanga ·
Niulakita ·
Niutao
Atollen:
Funafuti ·
Nanumea ·
Nui ·
Nukufetau ·
Nukulaelae ·
Vaitupu